# Jolán Földes
Jolán Földes, född 20 december 1903 i Kenderes, död 12 oktober 1963 i London, var en ungersk författare.
Jolán Földes var dotter till en apotekare och växte upp i en by på ungerska slätten. Hon genomgick läroverk, studerade filologi i Ungern och därefter vid Sorbonne 1920–1924, och sedan psykologi och sociologi. I Paris försörjde sig Földes som fabriksarbeterska och kontorist, lärarinna och översättare, och var en tid sekreterare vid ungerska delegationen i Egypten. Från 1937 var hon bosatt i Storbritannien. Földes vann 1936 första pris i en internationell romanpristävlan med Fiskande kattens gata (svensk översättning samma år), en skildring av emigrantlivet i Paris under mellankrigstiden. Andra romaner av Földes översatta till svenska är Susanne gifter sig (1938), Är detta livet? (1938). Jolán Földes var från 1929 gift med Kalman Keleman.